# William McDougall
William McDougall (ur. 25 stycznia 1822 w Yorku, zm. 29 maja 1905 w Orrawie) – kanadyjski polityk II poł. XIX w., związany z Ontario. Był uczestnikiem konferencji w Charlottetown, w Québecu oraz londyńskiej. Zaliczany jest do grona Ojców Konfederacji.

## Życiorys
McDougall ukończył prawo i zaczął praktykować w Toronto w 1847, jednocześnie zajmując się pracą dziennikarską. Rozpoczął od pisania artykułów na temat rolnictwa, lecz wkrótce stał się komentatorem politycznym. Założył swój własny dwutygodnik polityczny North American, związany z partią liberalną. W 1854 sprzedał pismo i dołączył do zespołu redakcyjnego Globe George’a Borwna. W tym samym czasie włączył się w czynną działalność polityczną. W 1862 wszedł do rządu koalicyjnego jako komisarz ds. ziem koronnych. Wysunął wtedy ideę "Kanady od morza do morza" poprzez aneksję ziem kontrolowanych przez Kompanię Zatoki Hudsona. W pierwszym konfederacyjnym rządzie został ministrem robót publicznych, lecz jego głównym zadaniem była sprawa roszczeń terytorialnych. W 1868 wraz z George’em-Étienne’em Cartierem udał się do Londynu, by negocjować przejęcie Ziemi Ruperta i Terytoriów Północno-Zachodnich. W 1869 po dołączeniu Terytoriów Północno-Zachodnich został mianowany pierwszym gubernatorem tych obszarów. Z powodu buntu nad Rzeką Czerwoną nie udało mu się objąć urzędu. Poniżony powrócił do Ottawy, gdzie bezskutecznie walczył z ideą utworzenia prowincji Manitoby, uważając, że posiada ona zbyt małą populację, by wejść na równych prawach do konfederacji.
W latach 1870–1880 pozostał czynny politycznie, sprawując szereg drugoplanowych urzędów. W 1876 wrócił do praktyki prawniczej. W 1890 uzyskał propozycję wejścia do Senatu, którą zmuszony był odrzucić z powodu złego stanu zdrowia.